# Cesare Massini
Cesare Massini (Foligno, 23 luglio 1886 – Roma, 18 gennaio 1967) è stato un antifascista e politico italiano.
Nato a Foligno (PG) nel 1886 da padre ferroviere e da madre sarta e deceduto a Roma nel 1967, fu un profondo antifascista, costretto a riparare in Francia per sfuggire alle persecuzioni. Subì la prima condanna al confino politico nel 1926. Fu arrestato a Ustica insieme ad altri confinati, nel 1927, per l'attività politica svolta al confino ("Ricostituzione di partiti disciolti, incitamento all'insurrezione, propaganda sovversiva"); dopo dieci mesi di carcere tutti gli imputati furono prosciolti e rinviati al confino nel 1928.
Fu nuovamente confinato nel 1942  e liberato il 18 agosto 1943.
Nel dopoguerra fece parte della Assemblea Costituente dal 1946 al 1947 e fu eletto senatore della Repubblica per le prime due legislature (1948-1958).